# معركة البيضاء (2011)
معركة البيضاء هي أول نزاع نشب إبان الثورة الليبية بين كتائب العقيد معمر القذافي والثوار الليبين في رابع كبرى مدن البلاد مدينة البيضاء وضواحيها. حدثت المعركة نتيجة المظاهرات المطالبة بإسقاط النظام التي خرجت من البيضاء وبعد ذلك اصطدموا المتظاهرين مع الأمن الداخلي بالمدينة وطلائع كتيبة خميس ومرتزقة وكتيبة حسين الجويفي المتمركزة في شحات ومطار الأبرق بالبيضاء واستمر القتال يوما بالبيضاء وتحررت المدينة ومن ثم اتجه الثوار الليبيين لضواحي المدينة في شحات ومطار الأبرق. واستطاعوا الثوار السيطرة على المدينة وضواحيها، وبذلك البيضاء تعتبر أول مدينة تخرج عن سيطرة القذافي وظلت تحت سيطرتهم طوال الثورة.

## السياق
اندلعت شرارة الأولي ثورة شعبية سلمية في ليبيا للمطالبة لأول مره بإسقاط النظام في مفترق الطرق (الطلحي) الذي يعرف الآن بمفترق الشرارة بمدينة البيضاء يوم 16 فبراير على غرار الثورات العربية القائمة آنذاك ومن ثم اتجه المتظاهرون إلى وسط المدينة وكان هناك مباراة ذلك اليوم بين فريق نادي الأخضر الليبي وفريق نادي المريخ السوداني وعقب المباراة التحم الجمهور مع المتظاهرين وأصبحت المظاهرة ضخمة فقام الأمن الداخلي ومسلحي اللجان الثورية كتيبة حسين الجويفي وكتيبة خميس المرابطة بالبيضاء وشحات بقمع التظاهرات واقترفت مجازر بالبيضاء حيث رشت ذخيرتها الحية على المتظاهرين في شارع العروبة وشارع المستشفي وساحات المدينة،  الأمر فجر الأوضاع في البيضاء ودفع بالمواطنين الليبين إلى مهاجمة الأمن الداخلي ومطار الأبرق وكتيبة حسين الجويفي وفلول المرتزقة وتمكنوا الثوار يوم 18 فبراير من الاستيلاء على الكتيبة والمطار وبعض الطائرات التي حطَّت فيه، وتدمير مهابط المطار. وغنم المدنيون في البيضاء الأسلحة التي وجدوها في مقر الكتيبة. ولاحقاً في 21 فبراير من العام نفسه هاجمت كتائب القذافي المطار لانتزاعه من أيدي الثوار، لكنهم نجحوا في إسقاط أول طائرة عمودية في الصراع بين الثوار وكتائب القذافي وقاموا بتشكيل لجان شعبيَّة لحمايته. وبعد تحرير البيضاء توالى تحرر المدن اليبية من قبضة القذافي فتحررت درنة والزنتان وطبرق والمرج وأجدابيا وبنغازي والزاوية وزوارة ومصراتة وغيرها حتى بات الشرق ليبيا بكامله في غضون أيام قلائل خارج سيطرة القذافي.

## أهمية البيضاء
البيضاء رابع كبرى مدن البلاد وثاني كبرى مدن المنطقة الشرقية بعد بنغازي وكبرى مدن الجبل الأخضر، حيث يوجد بها مطار عسكري بالإضافة لكتيبة حسين الجويفي المرابطة بشحات، كما يوجد على جنوب المدينة مخازن كبرى للأسلحة «مخازن المشل». كما تضم العديد من الإدارات مثل الإدارة الرئيسية للمصرف التجاري الوطني وغيرها.

## وقائع المعركة

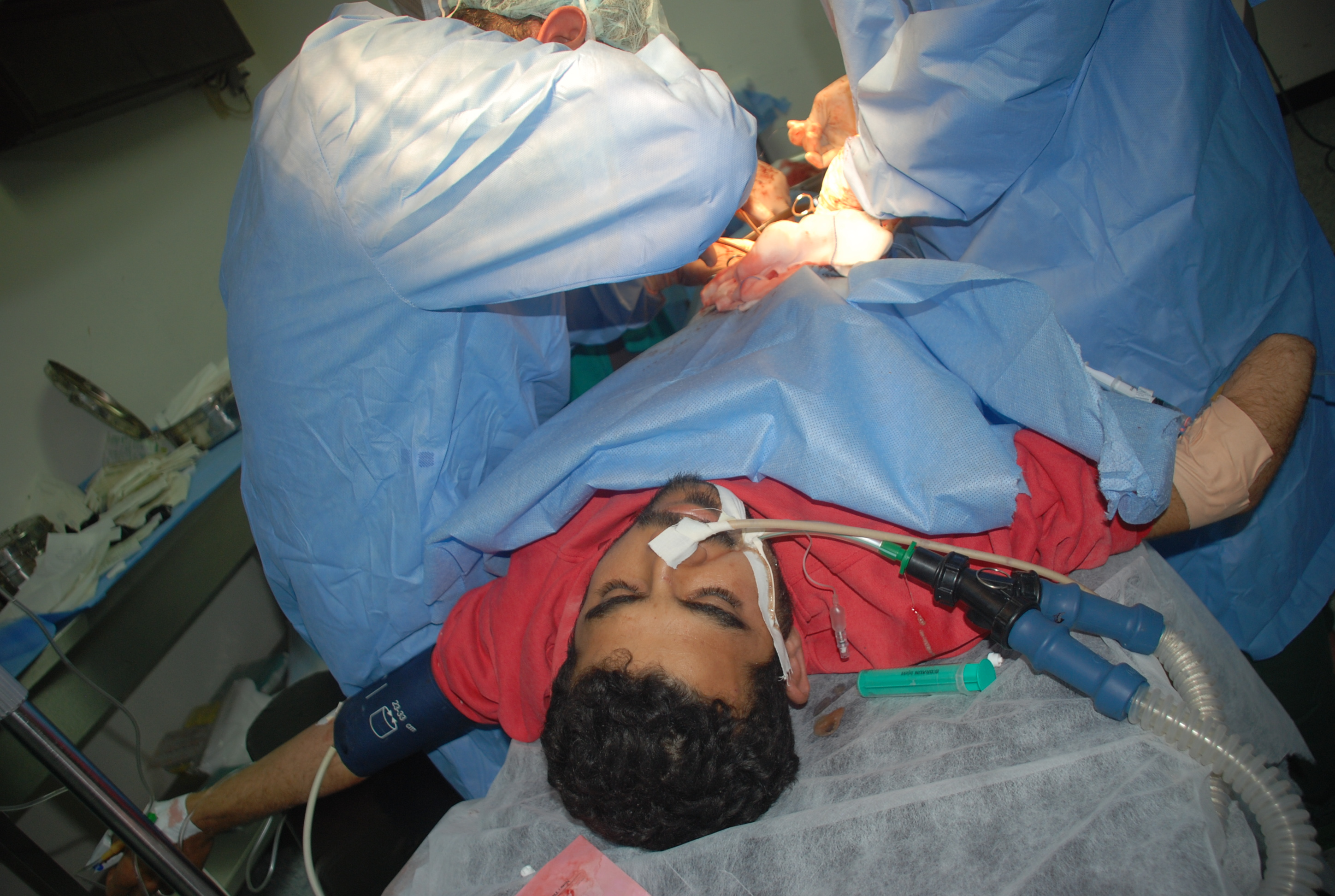
أحد المصابين بالبيضاء

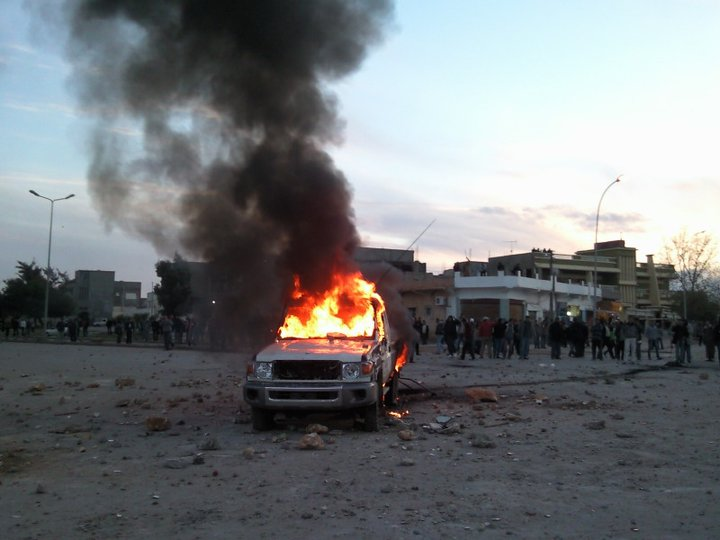
حرق سيارة شرطة في مفترق الطلحي المعروف "بالشرارة" بالبيضاء بتاريخ 16 فبراير 2011

قامت جهاز الأمن الداخلي وكتيبة خميس وحسين أو المعروفة بكتيبة الجارح الجويفي التابعة للقذافي بإطلاق النار المباشر عن المتظاهرين بالمدينة وهناك سقط أول ثلاث قتلى في الثورة الليبية يوم الأربعاء 16 فبراير وكان أولهم «سعد حمد اليمنى» ويبلغ من العمر 21 عاماً. كما ان تم اقاله مدير أمن منطقة الجبل الأخضر العميد حسن قرضاوي من منصبه صباح الخميس وعين مكانه العقيد فرج البرعصي، ويوم الخميس 17 فبراير كان أول ظهور للمرتزقة في ليبيا بالبيضاء في شارع العروبة تابعون للقذافي يَبلغ عددهم حوالي 400 مرتزقة وبعد أن استفحل الوضع بالمدينة وحدثت مجازر انضم الأمن المحلي (النجدة، الدعم المركزي) للمتظاهرين. وهاجموا المدنيين على مديرية الأمن ومقر تدريب للجيش وليحصلوا على السلاح للدفاع عن انفسهم ومساء يوم 17 فبراير أصبحت مدينة البيضاء محررة واتجه بعد ذلك الثوار بالسلاح إلى كتيبة حسين الجويفي بشحات المتمركزة بها المرتزقة، وبانضمام ثوار شحات مع ثوار البيضاء والقبة تم تحرير الكتيبة والمطار العسكري والمدني.
اقتُحم أيضاً قصر العقيد معمر القذافي وعبد الله السنوسي ومنزل عائلة صفية فركاش زوجة معمر القذافي التي في مدينة البيضاء ودمره الثوار بالكامل. كما عثروا على كتب سحر والتلمود  وأيضاً عثروا على خنادق سرية ذات أبواب ضد القنابل النووية ضمن المنزل. انتهت المعركة بانتصار الثوار على قوات القذافي، وبهذا أصبحت مدينة البيضاء أول مدينة تحت سيطرة الثوار وظلت تحت سيطرتهم طوال الثورة، ووصل عدد المفقودين في المدينة خمسين شخصاً أو أكثر، وافادت تقارير ان عدد القتلى وصل إلى 150 قتيل من الثوار و50 من كتائب القذافي، واعلنت السلطات الليبية في بداية الاحتجاجات بسقوط 18 مدنياً و63 عسكرياً بمدينة البيضاء.
| سبقه --- | معارك الثورة الليبية 16 فبراير 2011 | تبعه معركة بنغازي |